# El Eini Sonia
El Eini Sonia (Szudán, 1953. augusztus 3.) Balázs Béla-díjas (1997) filmrendező.

## Életpályája
1978-tól a Magyar Televízióban dokumentumfilmeket, majd tévéjátékokat rendezett. 1979-1982 között a Színház- és Filmművészeti Főiskola adásrendező szakán tanult. 1978-1984 között az ELTE hallgatója volt.
Vágóasszisztens, rendezőasszisztens, majd rövid ideig dramaturg volt.

## Színházi rendezései
A Színházi Adattárban regisztrált bemutatóinak száma: 1.
- Wolff: Papírvirágok (1999)

## Filmjei
- Örökkön-örökké (1984)
- Mamiblu (1986)
- Alpári történet (1986)
- Panoptikum (1987)
- A Pacsirta (1987)
- A férfi aki virágot hord a szájában (1989)
- Társasjáték (1989)
- A szélhámos élete (1989)
- Razzia az Aranysasban (televíziós film)
- Miért rikoltozott a páva? (1991)
- Haladók (1991)
- Micimackó és Tao (1992)
- Pilinszky írásaiból (1993)
- Még nem elég (1994)
- A látogató (1994)
- Elvonási tünetek (1995)
- Pillanatnyi elmezavar (1996)
- Neonrománc (1996)
- A nagymama ebédje (1997)
- Körömszakadtáig (1999)
- Wolff: Papírvirágok (1999)
- Családi kör (2000)
- Kilakoltatás (2000)
- Nagyon reális (2001)
- A vonat (2003)
- Könyveskép (2005-2006)
- Pali bácsi (2006)
- Csendesfilm (2006)
- Próbafilm - Mondd el egy pontnak (2008)
- Talpalatnyi hely (2010)

## Díjai
- Rio de Janeiró-i fődíj
- a Balatoni fesztivál fődíja
- San Franciscó-i Golden Gate-fődíj
- Balázs Béla-díj (1997)